# Formazione Chenini
La Formazione Chenini è una formazione geologica sita nel Governatorato di Tataouine, al confine col Governatorato di Médenine, nella Tunisia meridionale. Gli strati rocciosi di questa formazione risalgono al Cretaceo inferiore (tardo Aptiano, inizio Albiano), la cui litologia è costituita da arenarie grossolane, vari ma frammentari conglomerati e pietre di origini fangose. Resti fossili di dinosauro sono stati recuperati nell'area medesima.

## Fossili rinvenuti
La Formazione Chenini, durante il primo periodo del Cretaceo, era un habitat simile ad una palude; le scoperte più famose includono:
- Carcharodontosaurus saharicus;
- Spinosaurus aegyptiacus;
- ornitocheiridi;
- sauropodi;
- iguanodontidi.